# Джордж, принц Уельський
Принц Джордж Уельський (Джордж Алекса́ндр Лу́ї; англ. His Royal Highness Prince George Alexander Louis of Wales; нар. 22 липня 2013) — член британської королівської сім'ї, син принца Уельського Вільяма та його дружини, принцеси Уельської Кетрін, онук короля Чарльза ІІІ, правнук королеви Єлизавети II; майбутній спадкоємець британського престолу. На момент народження займав третє місце у лінії спадкування престолу (після діда Чарльза ІІІ та батька Вільяма). Після смерті Єлизавети II, займає друге місце у лінії спадкування престолу.

## Народження

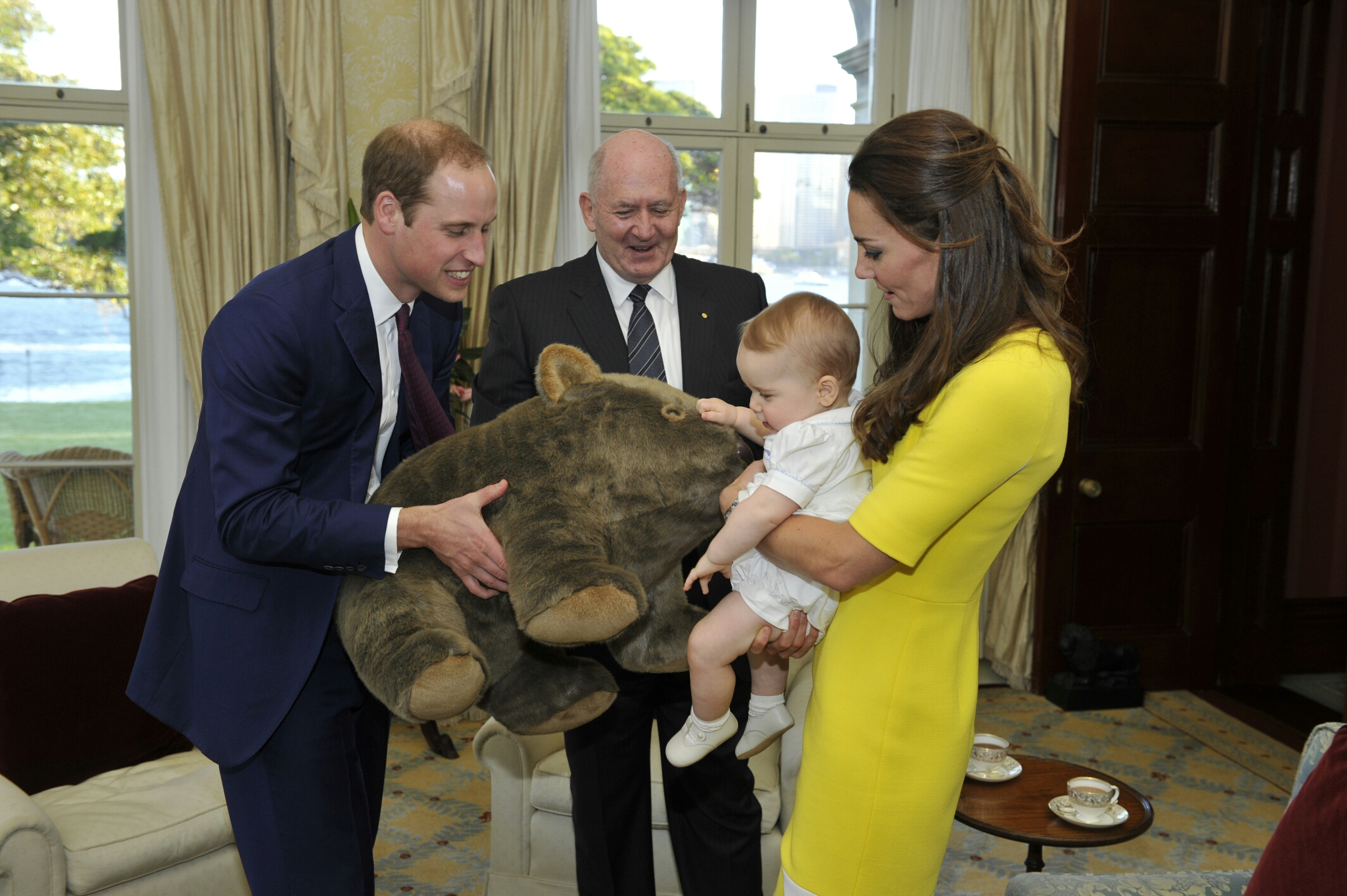
Принц Джордж отримує подарунок від Генерал-губернатора Австралії, Пітера Косгроува, в квітні 2014

Принц Джордж народився о 18 годині 24 хвилини за київським часом (о 16:24 — за місцевим) 22 липня 2013 року у госпіталі святої Марії в Лондоні. Він став першою дитиною у герцога і герцогині Кембриджських і третім в черзі на британський престол. При народженні хлопчик важив 8 фунтів 6 унцій (3,8 кг). Команду медиків, які приймали пологи, очолював гінеколог Маркус Сетчелл.
За повідомленнями британських ЗМІ, герцогиня Кембриджська Кетрін після пологів почувалася добре, вона провела ніч у лікарні. Принц Вільям сказав, що подружжя «не могло бути щасливішим». 23 липня Почесний артилерійський полк відзначив народження принца святковим салютом. Звістку про народження у герцога та герцогині сина привітав його дідусь принц Чарльз, прем'єр-міністр Великої Британії Девід Камерон та лідер опозиції Ед Мілібенд. У Великій Британії народження принца Джорджа було сприйняте з радістю, тисячі людей святкували цю подію біля Букінгемського палацу у Лондоні у ніч на 23 липня.
24 липня 2013 року новонароджений отримав ім'я Джордж (повне ім'я — Джордж Александер Луї). Саме на це ім'я було зроблено найбільше ставок у букмекерських конторах. 20 серпня були опубліковані перші офіційні фото, зроблені у маєтку батьків герцогині. 23 жовтня 2013 року відбулося хрещення принца Джорджа в англіканській каплиці Сент-Джеймського палацу в Лондоні.

## Особистість
За словами батька, принц Джордж дуже активний, за це він отримав у сім'ї прізвисько «маленький бандит».

## Публічний імідж

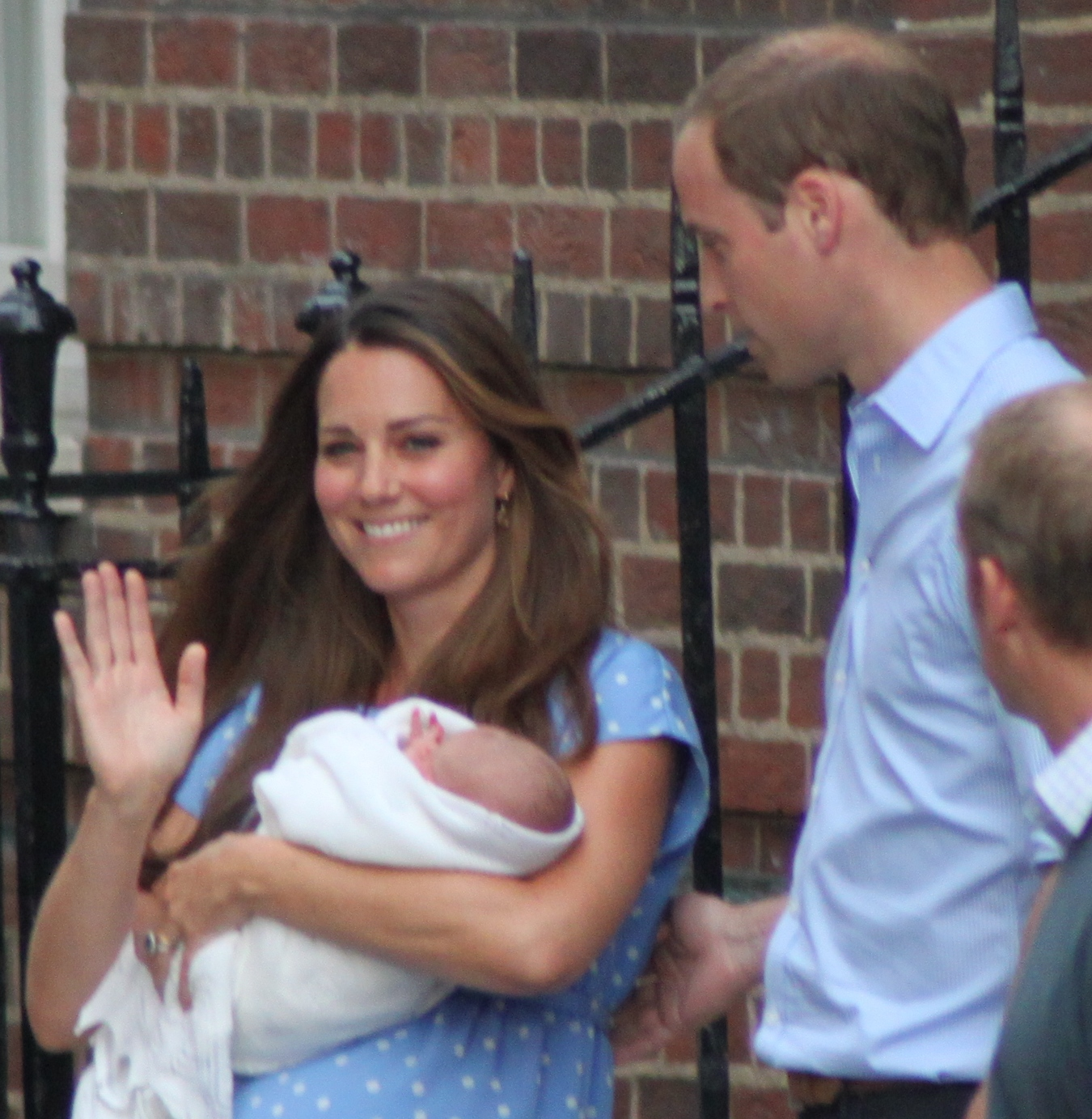
Принц і герцогиня Кембриджська залишають лікарню зі своїм сином

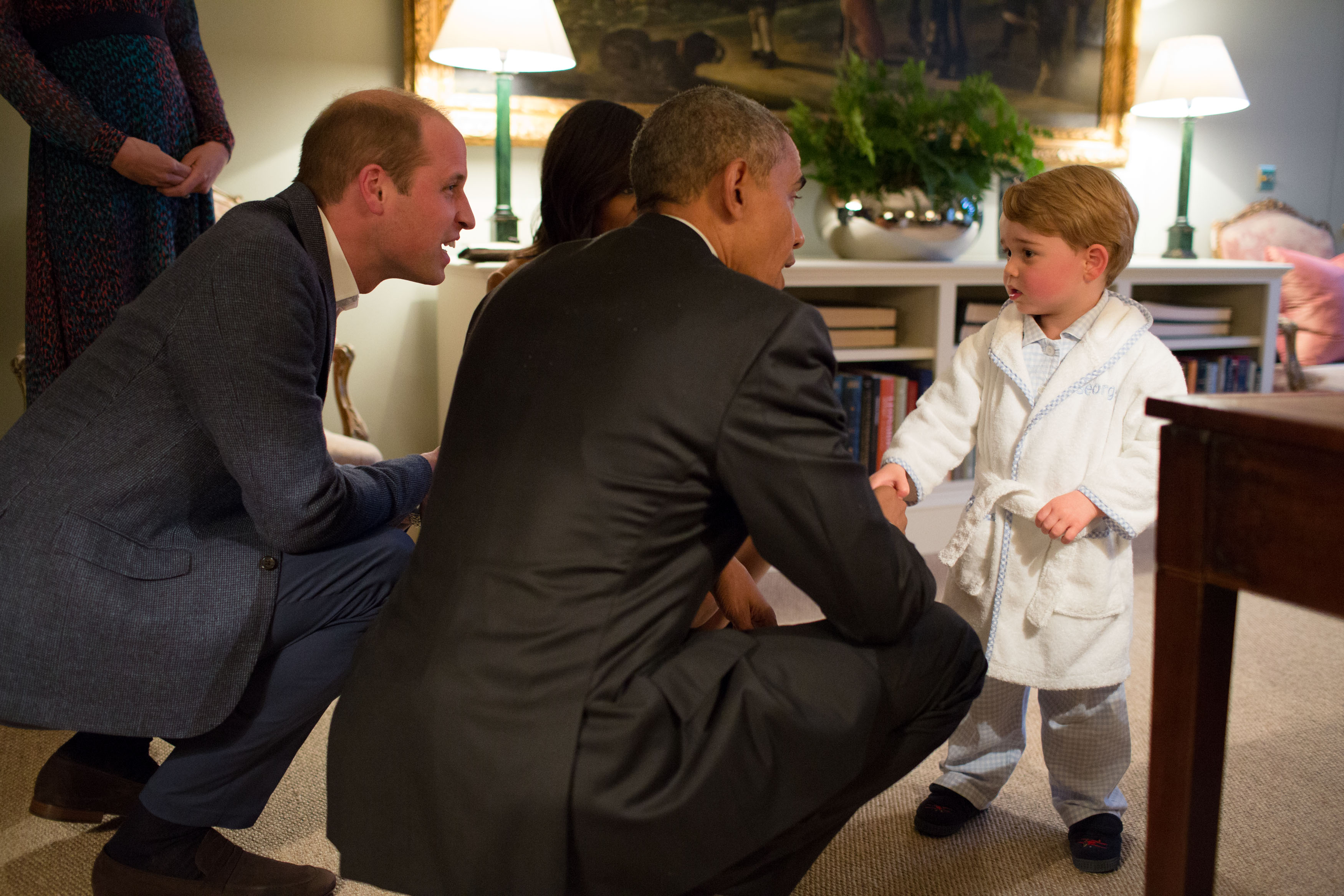
Джордж зустрічається з президентом США Бараком Обамою, квітень 2016

«Ефект принца Джорджа», іноді знаний як «ефект королівської дитини», — це термін, який вживають для опису збільшення продажів одягу та інших товарів, які використовує Джордж. 2016 року халат, який він одягав під час зустрічі з президентом Обамою, був розкуплений після того, як його побачили в ньому.  У вересні 2017 року новина про те, що в школі Принца подали страву із зеленої сочевиці Le Puy, призвела до різкого зростання продажів бобових. 2015 року він посів 49 місце в списку GQ про «50 найкраще вдягнених чоловіків Британії». 2018 року Джордж став наймолодшою людиною, яка потрапила в список найкраще одягнених чоловіків Tatler.
Батьки Джорджа були непохитними у збереженні приватного життя свого сина. У серпні 2015 року Кенсінгтонський палац заявив, що вони хочуть, щоб усі світові ЗМІ припинили робити несанкціоновані фотографії Джорджа, заявивши, що «межу [було] перетнуто» у методах папараці, які визначили його місцезнаходження та сфотографували, включаючи стеження за родиною та відправлення дітей, щоб побачити Джорджа.
У британській програмі сатиричних скетчів «Newzoids» маленького принца Джорджа зображували бунтарем, нецензурним персонажем із непристойним почуттям гумору. Дитяча книга 2016 року «Вінні-Пух зустрічає королеву», написана на честь 90-річчя королеви Єлизавети ІІ і вигаданого персонажа Вінні-Пуха, містить епізодичну появу принца Джорджа, якому П'ятачок дарує червону кульку. У мультсеріалі «Принц» знявся вигаданий восьмирічний принц Джордж (озвучений шоуранером Ґері Джанетті), який ускладнює життя як своїй родині, так і британській монархії; його було закрито в лютому 2022 року після того, як перша серія викликала критику за сатиру над дітьми.

## Ім'я та звертання
Джордж — британський принц з офіційним стилем «Його Королівська Високість Принц Джордж Уельський». Під час правління його прабабусі його називали «Його Королівська Високість Принц Джордж Кембриджський».